# Sunnehanna Amateur
Het Sunnehanna Amateur (officieel Sunnehanna Amateur Tournament for Champions) is een golfkampioenschap voor amateurs. Het wordt jaarlijks gespeeld op de Sunnehanna Country Club in Johnstown (Pennsylvania).
De eerste editie was in 1954. Het toernooi bestaat uit vier rondes van 18 holes strokeplay. Het is een van de hoogst aangeschreven amateurstoernooien hetgeen te zien is op de World Amateur Golf Ranking, waar het de A-status heeft ; de winnaar krijgt 85 punten.
Veel bekende professionals hebben in dit toernooi gespeeld. Jay Sigel won het toernooi drie keer en John Cook twee keer. Fred Couples werd 2de in 1979 en Tiger Woods eindigde in 1992 op de 5de plaats.
In 2007 werden de veelbelovende Rickie Fowler en Peter Uihlein uitgenodigd, zoals ook Jack Nicklaus, John Cook en Scott Verplank ooit een uitnodiging kregen om wat ervaring op te doen. Fowler had een ander doel voor ogen, hij kwam om te winnen, en dat lukte, zowel in 2007 als 2008. Beiden kwamen later in het Walker Cup team.

## Winnaars
| - 1954: Don Cherry - 1955: Hillman Robbins - 1956: Gene Dahlbender - 1957: Joe Campbell - 1958: Bill Hyndman - 1958: Bill Hyndman - 1959: Tommy Aaron - 1960: Gene Dahlbender - 1961: Dick Siderowf - 1962: Ed Updegraff - 1963: Roger McManus - 1964: Gary Cowan - 1965: Bobby Greenwood - 1966: Jack Lewis Jr - 1967: Bill Hyndman - 1968: Bobby Greenwood | - 1969: Leonard Thompson - 1970: Howard Twitty - 1971: Bob Zender - 1972: Mark Hayes - 1973: Ben Crenshaw - 1974: Dave Strawn - 1975: Jamie Gonzales - 1976: Jay Sigel - 1977: John Cook - 1978: Jay Sigel - 1979: John Cook - 1980: Bobby Clampett - 1981: Jodie Mudd - 1982: Brad Faxon - 1983: Dillard Pruitt - 1984: Scott Verplank | - 1985: Scott Verplank - 1986: Billy Andrade - 1987: Greg Lesher - 1988: Jay Sigel - 1989: Allen Doyle - 1990: Allen Doyle - 1991: Paul Claxton - 1992: Allen Doyle - 1993: Jaxon Brigman - 1994: Allen Doyle - 1995: John Harris - 1996: Jeff Thomas - 1997: Duke Delcher - 1998: Steve Sheehan - 1999: Edward Loar - 2000: Edward Loar | - 2001: Lucas Glover - 2002: Dillard Pruitt - 2003: Matt Hendrix - 2004: Jack Ferguson - 2005: Michael Sim - 2006: Webb Simpson - 2007: Rickie Fowler - 2008: Rickie Fowler - 2009: Kevin Foley - 2010: Bobby Hudson - 2011: Nathan Smith - 2011: Nathan Smith - 2012: Bobby Wyatt - 2013: Steven Ihm - 2014: Wil Murphy - 2015: Derek Bard - 2016: Colin Morikawa |